# どうよう動物園 〜どうぶつのうた〜
『どうよう動物園 〜どうぶつのうた〜』（どうようどうぶつえん 〜どうぶつのうた〜）は、日本クラウンから発売されている童謡のアルバム。2002年1月23日発売。

## 収録曲
- 1.どうぶつえんへいこう
  - 歌：坂田おさむ
- 2.アイアイ
  - 歌：大和田りつこ、たいらいさお、赤い靴ジュニアコーラス赤隊
- 3.ゴリラのおんがくかい
  - 歌：しばたかの、宮内良
- 4.しまうまグルグル
  - 歌：春口雅子、宮内良
- 5.おんまはみんな
  - 歌：春口雅子、高橋寛
- 6.げんこつやまのたぬきさん
  - 歌：大和田りつこ、高橋寛
- 7.いたずラッコ
  - 歌：太田美鈴、SONOKO、Mika&Saki
- 8.いぬのおまわりさん
  - 歌：大和田りつこ
- 9.こねこのパンやさん
  - 歌：春口雅子、宮内良
- 10.5ひきのこぶたとチャールストン
  - 歌：天地総子
- 11.ぞうさん
  - 歌：大和田りつこ
- 12.こぎつね
  - 歌：神崎ゆう子
- 13.うさぎのダンス
  - 歌：アグネス・チャン
- 14.もりのくまさん
  - 歌：たいらいさお、赤い靴ジュニアコーラス赤隊
- 15.ブレーメンのおんがくたい
  - 歌：神崎ゆう子、坂田おさむ
- 16.こぶたぬきつねこ
  - 歌：しばたかの、高橋寛
- 17.パンダうさぎコアラ
  - 歌：大和田りつこ、高橋寛
- 18.くじらのとけい
  - 歌：神崎ゆう子、坂田おさむ
- 19.やぎさんゆうびん
  - 歌：森みゆき、赤い靴ジュニアコーラス赤隊
- 20.やまのおんがくか
  - 歌：大和田りつこ、高橋寛